# Goj
Goj (z hebr. גוי goj = „naród”, l.mn גויים gojim) – określenie pojawiające się wielokrotnie w Torze, tłumaczone najczęściej jako „narody" czyli zwykle nie-Żydów, kogoś spoza narodu Izraela. Określenie to, w zależności od kontekstu, może mieć wydźwięk pejoratywny, wyrażający lekceważenie wobec innowierców lub innych narodów.
Niektóre tłumaczenia Biblii pomijają słowo goj i zastępują je słowem „narody", np. w Biblii Tysiąclecia (Księga Rodzaju 10:5 „Od nich pochodzą mieszkańcy wybrzeży i wysp, podzieleni według swych krajów i swego języka, według szczepów i według narodów"). W Torze słowo goj pojawia się 550 razy. W języku angielskim określenie goj używane bywa przez Żydów jako pogardliwe wobec innych od żydowskiej grup etnicznych, narodowościowych i religijnych. Każdy goj ma prawo do konwersji na judaizm, niezależnie od pochodzenia i rasy; po niej przestaje być gojem i staje się pełnoprawnym Żydem.
Judaizm uważa, że także nie-Żydzi mogą trafić po śmierci do raju, chociaż Żydom jest łatwiej tam trafić. Warunkiem jest wypełnianie Siedmiu Praw Noego, które zawierają uniwersalne przepisy, do których może stosować się każdy dobry człowiek. Nie-Żydów nie obowiązują więc przepisy religii żydowskiej i nie będą z nich rozliczani po śmierci.